# Jewhen Nyszczuk
Jewhen Mykołajowycz Nyszczuk, ukr. Євген Миколайович Нищук (ur. 29 grudnia 1972 w Iwano-Frankiwsku) – ukraiński aktor teatralny i filmowy oraz polityk, w 2014 i w latach 2016–2019 minister kultury.

## Życiorys
Absolwent Kijowskiego Narodowego Uniwersytetu Teatru, Kina i Telewizji. Był aktorem teatru w Czerkasach, później związany z Narodowym Akademickim Teatrem Dramatycznym im. Iwana Franki w Kijowie. Grywał także w filmach, takich jak Zalizna sotnia i inne.
W 2004 uczestnik pomarańczowej rewolucji i rzecznik Majdanu. Powrócił do aktywności publicznej w czasie wydarzeń Euromajdanu (2013–2014), w trakcie których koordynował wystąpienia ze sceny głównej. 27 lutego 2014 objął urząd ministra kultury w rządzie Arsenija Jaceniuka, który sprawował do 2 grudnia tego samego roku. 14 kwietnia 2016 ponownie mianowany na to stanowisko w utworzonym wówczas rządzie Wołodymyra Hrojsmana. Pełnił tę funkcję do 29 sierpnia 2019.
Wyróżniony tytułami honorowymi zasłużonego (2005) i narodowego (2015) artysty Ukrainy.